# Perovo, Kamnik
Koordinati:   46°12′59″N, 14°36′13″E
Perovo je krajevna skupnost v Občini Kamnik.
Krajevna skupnost Perovo leži na levem in desnem bregu reke Kamniške Bistrice južno od središča mesta Kamnik med Šutno in Duplico.

## Zgodovina
Perovo se kot vaško naselje prvič omenja 8. maja 1241, ko je bila listina Konrada I. iz Žovneka za Herbarta Turjaškega izdana »v vasi Perovo blizu Kamnika, ko biva sedaj v Kamniku gospod Friderik, presvitli vojvoda Avstrije«. V isti listini sta navedena med drugimi pričami tudi Konrad iz Volčjega Potoka in vitez Henrik iz Perovega, ki je imel sedež na dvoru v Perovem; ta pa se izrecno omenja šele leta 1426. Perovski dvor je bil v 15. stoletju večinoma v rokah kamniških meščanov. Tako je leta 1431 ta dvor, ker ga zaradi bolezni ni mogel vzdrževati, meščan Anže Solza vrnil deželnemu knezu. Leta 1444 je dvor dobil obenem z borštom in mlinom v fevd meščan Lenart Pečaher, 1467 pa njegov sin Miha.